# Catalina Pella
Catalina Pella (* 31. Januar 1993) ist eine argentinische Tennisspielerin.

## Karriere
Pella bevorzugt Sandplätze und spielt überwiegend Turniere auf der ITF Women’s World Tennis Tour, wo sie bislang zehn Titel im Einzel und 13 im Doppel gewonnen hat.
Im Jahr 2016 spielte Pella erstmals für die argentinische Fed-Cup-Mannschaft. Bis 2019 konnte sie bei sechs Nominierungen und insgesamt 15 Begegnungen von 21 Matches 13 siegreich gestalten, davon sechs im Einzel und sieben im Doppel.

## Turniersiege

### Einzel
| Nr. | Datum              | Turnier             | Kategorie   | Belag     | Finalgegnerin          | Ergebnis       |
| --- | ------------------ | ------------------- | ----------- | --------- | ---------------------- | -------------- |
| 1.  | 13. Februar 2011   | Buenos Aires        | ITF $10.000 | Sand      | Mailen Auroux          | 6:4, 2:6, 6:3  |
| 2.  | 23. September 2012 | Villa Allende       | ITF $10.000 | Sand      | Camila Silva           | 3:6, 7:5, 7:64 |
| 3.  | 8. Dezember 2013   | São José dos Campos | ITF $10.000 | Sand      | Ulrikke Eikeri         | 6:3, 6:4       |
| 4.  | 15. November 2015  | Caracas             | ITF $10.000 | Hartplatz | Julieta Lara Estable   | 6:2, 6:3       |
| 5.  | 22. November 2015  | Caracas             | ITF $10.000 | Hartplatz | Victoria Bosio         | 3:6, 6:4, 6:0  |
| 6.  | 13. März 2016      | Curitiba            | ITF $25.000 | Sand      | Cindy Burger           | 5:7, 6:4, 6:2  |
| 7.  | 28. Mai 2017       | Benavides           | ITF $15.000 | Hartplatz | Stephanie Petit        | 6:4, 6:1       |
| 8.  | 21. Januar 2018    | Hammamet            | ITF $15.000 | Sand      | Michele Alexandra Zmău | 6:4, 6:75, 6:4 |
| 9.  | 2. Dezember 2018   | Solarino            | ITF $15.000 | Teppich   | Federica Bilardo       | 6:1, 6:2       |
| 10. | 14. Juli 2019      | Lima                | ITF W15     | Sand      | Lara Escauriza         | 4:6, 6:3, 6:4  |

### Doppel
| Nr. | Datum              | Turnier         | Kategorie   | Belag   | Partnerin                    | Finalgegnerinnen                           | Ergebnis           |
| --- | ------------------ | --------------- | ----------- | ------- | ---------------------------- | ------------------------------------------ | ------------------ |
| 1.  | 28. Juli 2012      | Viserba         | ITF $10.000 | Sand    | Maria Masini                 | Clelia Melena Alice Moroni                 | 6:1, 6:2           |
| 2.  | 22. September 2012 | Villa Allende   | ITF $10.000 | Sand    | Victoria Bosio               | Andrea Benítez Luciana Sarmenti            | 7:66, 6:73, [10:7] |
| 3.  | 9. November 2013   | Buenos Aires    | ITF $10.000 | Sand    | Sofía Luini                  | Fernanda Brito Carolina de los Santos      | 6:4, 6:4           |
| 4.  | 26. September 2015 | San Carlos      | ITF $10.000 | Sand    | María Fernanda Álvarez Terán | Barbara Gatica Stephanie Mariel Petit      | 6:2, 6:0           |
| 5.  | 9. November 2015   | Caracas         | ITF $10.000 | Sand    | Laura Pigossi                | Jaqueline Cristian Aymet Uzcátegui         | 5:7, 6:1, [10:4]   |
| 6.  | 16. November 2015  | Caracas         | ITF $10.000 | Sand    | Laura Pigossi                | Julieta Estable Ana Victoria Gobbi Monllau | 1:1 Aufgabe        |
| 7.  | 22. Februar 2016   | São Paulo       | ITF $25.000 | Sand    | Daniela Seguel               | Tara Moore Conny Perrin                    | 6:3, 6:1           |
| 8.  | 7. März 2016       | Curitiba        | ITF $25.000 | Sand    | Daniela Seguel               | Martina Caregaro Réka Luca Jani            | 6:3, 7:65          |
| 9.  | 23. Mai 2016       | Grado           | ITF $25.000 | Sand    | Daniela Seguel               | Başak Eraydın Alice Matteucci              | 6:2, 7:68          |
| 10. | 12. März 2017      | São Paulo       | ITF $25.000 | Sand    | Daniela Seguel               | Gabriela Cé Andrea Gámiz                   | 7:5, 3:6, [10:5]   |
| 11. | 30. April 2017     | Charlottesville | ITF $60.000 | Sand    | Jovana Jović                 | Madison Brengle Danielle Collins           | 6:4, 7:65          |
| 12. | 24. November 2018  | Solarino        | ITF $15.000 | Teppich | Miriana Tona                 | Jekaterina Reingold Iuliia Sokolovskaia    | 6:4, 6:2           |
| 13. | 8. Dezember 2018   | Solarino        | ITF $15.000 | Teppich | Miriana Tona                 | Veronika Erjavec Kristina Novak            | 7:5, 6:3           |